# إلكه ناترس
إلكه ناترس Elke Naters (ولدت في ميونخ عام 1963) هي أديبة روائية ألمانية.
درست إلكه ناترس الفن والتصوير الفوتوغرافي, قبل أن تحقق نجاحا كبيرا بروايتها الأولى «الملكات» Königinnen. وتهتم رواياتها بمواضيع الصداقة والحب, والعلاقات بين البشر, وتحطمها. وقد ترجمت رواياتها إلى لغات عديدة.
من أعمالها:
1. الملكات (رواية 1998)
2. الكذب 1999
3. ماو ماو 2002
4. يوستينا 2006